# Stara Wieś Trzecia
Stara Wieś Trzecia – wieś w Polsce, położona w województwie lubelskim, w powiecie lubelskim, w gminie Bychawa.
| SIMC    | Nazwa      | Rodzaj    |
| ------- | ---------- | --------- |
| 1021004 | Zajezierze | część wsi |

W latach 1975–1998 wieś administracyjnie należała do ówczesnego województwa lubelskiego.
Wieś stanowi sołectwo gminy Bychawa. Według Narodowego Spisu Powszechnego z roku 2011 wieś liczyła 303 mieszkańców.
Wierni Kościoła rzymskokatolickiego należą do parafii św. Stanisława w Starej Wsi.